# Hieracium morii
Hieracium morii ist eine Pflanzenart aus der Gattung der Habichtskräuter (Hieracium) innerhalb der Familie der Korbblütler (Asteraceae). Dieser Endemit kommt auf Taiwan vor.

## Beschreibung

### Vegetative Merkmale
Hieracium morii ist eine ausdauernde krautige Pflanze, die Wuchshöhen von 10 bis 35 Zentimetern erreicht. Die aufrechten Stängel sind einfach oder verzweigt. Sie weisen an der Basis eine dichte Behaarung auf, die sich zur Spitze hin auflockert.
An der Stängelbasis befinden sich mehrere grundständige gestielte Laubblätter, während sich am Stängel 8 bis 15 Laubblätter befinden. Der Blattstiel ist geflügelt. Die Blattspreite ist bei einer Länge von 5 bis 13 Zentimetern und einer Breite von 1 bis 2 Zentimetern spatelförmig mit einer schmalen und spitz zulaufenden Spreitenbasis und stumpfer oder fein stachelspitziger Spreitenspitze. Die Spreitenränder sind gesägt. Sowohl die Blattunterseite als auch die Blattoberseite sind mit feinen Haaren besetzt.

### Generative Merkmale
Der traubige Gesamtblütenstand enthält 1 bis 16 körbchenförmige Teilblütenstände. Das bei einer Länge von 1,2 bis 1,5 Zentimetern und einem Durchmesser von 0,6 bis 0,9 Zentimetern verkehrt-kegelförmige bis glockenförmige Involucrum enthält zwei oder drei Reihen an Hüllblättern. Die äußeren Hüllblätter sind an der Unterseite dicht mit dunklen und steifen Haaren besetzt, während die inneren, linealischen Hüllblätter circa 0,8 Zentimeter lang und unbehaart sind. Die Blütenkörbchen enthalten mehrere Zungenblüten.
Die Achänen sind bei einer Länge von etwa 0,25 Zentimetern und einem Durchmesser von rund 0,08 Zentimetern zylindrisch und weisen auffällige Rippen auf. Der Pappus besteht aus mehreren braunen Borstenhaaren, die 0,35 bis 0,5 Zentimeter lang sind.

## Vorkommen
Dieser Endemit kommt auf Taiwan vor. Hieracium morii wächst auf alpinen Matten.

## Taxonomie
Die Erstbeschreibung als Hieracium morii erfolgte 1919 durch Hayata Bunzō in Icones plantarum formosanarum nec non et contributiones ad floram formosanam, Nummer 8, Seite 80. Synonyme für Hieracium morii Hayata sind Hieracium morii var. tsugitakaense Mori und Hieracium pinanense Kitam.